# Bukit Sembilan
Bukit Sembilan is een bestuurslaag in het regentschap Kampar van de provincie Riau, Indonesië. Bukit Sembilan telt 1588 inwoners (volkstelling 2010).